# Кучмий, Владимир Михайлович
Владимир Михайлович Ку́чмий (31 мая 1948 — 21 марта 2009, Москва) — советский и российский спортивный журналист, основатель и первый главный редактор газеты «Спорт-Экспресс».

## Биография
Основные темы в журналистике — велосипедный и конькобежный спорт. Работал в газете «Советский спорт», где дошёл до должности 1-го заместителя главного редактора. Был членом КПСС с середины 1970-х годов.
В 1991 году Кучмий и 13 его коллег ушли из «Советского спорта» и основали газету «Спорт-Экспресс». В первом номере газеты Владимир Кучмий, ставший её главным редактором (и остававшийся им до конца своей жизни), объяснял это решение стремлением получить «право дышать и работать в соответствии со своими представлениями о творчестве, товариществе, здравом смысле и порядочности»; он видел газету изданием о большом спорте — «без политических и кулинарных рецептов».
Скончался на 61-м году жизни от инсульта. Похоронен на Ваганьковском кладбище.

## Награды
- Орден «Знак Почёта» (14 ноября 1980) — за большую работу по подготовке и проведению Игр XXII Олимпиады[5].

## Книги
- Сергей Сухорученков / [фото Р. Максимова; авт.-сост. В. Кучмий]. — М.: «Физкультура и спорт», 1983. — 51 с. — (Герои Олимпийских игр).
- Владимир Кучмий. Жаркий лёд. — М.: «Физкультура и спорт», 1983. — 159 с. — (Пять штрихов к портрету одного поколения).
- Владимир Кучмий. Гонщик. [о С. Сухорученкове]. — М.: «Советская Россия», 1984. — 128 с.
- Владимир Кучмий. Гонка с тенью. — М.: «Физкультура и спорт», 1988. — 207 с. — (Пять штрихов к портрету одного поколения). (фрагменты книги (недоступная ссылка))
- Владимир Кучмий, Александр Любимов. Игорь Железовский. — М.: «Физкультура и спорт», 1988. — 142 с. — (Быстрее, выше, сильнее).
- Кучмий В. М. Старый новый Голливуд. 1903—2010. Энциклопедия кино. В 2 тт. — М.: «Человек», «Либрика», 2010. — 1236 с. — 2000 экз. — ISBN 978-5-904885-14-4.

### Воспоминания коллег
- Елена Вайцеховская. Владимир Кучмий…
- Евгений Дзичковский. Мой Кучмий
- Игорь Рабинер. Он был нашим всем